# 봉황TV
봉황TV(중국어: 鳳凰衛視, 凤凰卫视 , 영어: Phoenix Television)는 홍콩의 위성 텔레비전 방송국이다. 정식 명칭은 봉황위시공고유한공사(중국어: 鳳凰衛視控股有限公司, 영어: Phoenix Satellite Television Holdings Limited)이다.

## 개요
봉황TV의 전신은 1991년 10월 21일에 개국하였던 STAR TV의 香港衛星電視中文台(衛視中文台)였다. 이 채널을 토대로 1996년 3월 31일에 鳳凰衛視中文台란 이름으로 독립하였다.
미국 21세기 폭스와 인민해방군의 매체 관계자인 류청러(劉長樂)에 의해 설립되었으며, 21세기 폭스이 17.6%, 중국중앙전시대이 10%의 지분을 가지고 있어서 보도 면에서 보수 및 친중 성향을 띠고 있다. 현재 STAR TV와 월트 디즈니 컴퍼니에 대주주
본사는 홍콩 신제 다푸 구에 위치해 있으며 중국의 베이징, 선전, 상하이를 비롯하여 일본, 미국, 영국, 프랑스, 러시아, 이란, 오스트레일리아에 지국을 설치하였다.

## 중국 보도 관련
봉황TV의 친중 성향의 사례로 2003년 홍콩에서 중국 정부가 국가안전을 빌미로 홍콩의 자유를 제한하려 했던 법안인 기본법 23조의 입법을 둘러싸 찬성파와 반대파의 시위를 하고 있을 무렵, 대부분의 홍콩 방송국에서는 양측의 의견을 모두 보도한 반면 봉황 TV는 찬성파의 의견만 보도하였다. 2005년에는 봉황TV의 관계자가 중국 공산당의 해외 스파이 활동을 하다 미국에서 발각된 사례도 있었다. 더불어 중국 공산당과의 합작으로 경제발전을 과장하는 프로그램이나 파룬궁을 비난하는 프로그램 등을 제작했다고 전해진다.
이렇게 중국 공산당과 긴밀한 관계인 봉황TV이지만, 가끔 홍콩의 시청자들을 생각하여 중국 공산당의 민감한 사건에서는 객관적인 보도를 하는 편이다. 2005년 자오쯔양(趙紫陽) 전 총서기가 사망했을 당시 중국내의 신문사에게만 인용을 허용하였고 라디오와 TV의 보도는 허용치 않아, 중국내의 방송에서는 자오쯔양의 사망 소식을 다루지 않았으나, 봉황TV에서는 그날 밤 뉴스에서 사망소식을 전하였고 중공의 정치개혁에 관한 논의가 시작될 것이라는 평론이 방송되었다. 여기에 중국 정부는 중국 본토내의 봉황TV의 중계를 중단하였다. 중국의 대응을 안 류청러 회장은 보도 중단과 함께 사과를 하였다. 실제 류청러 회장은 "만약 중국의 요구를 그대로 보도를 하면 시청자들은 봉황 TV를 멸시할 것이고, 우리가 완전하게 민심에 따른 보도를 한다면 중국은 봉황TV를 부숴버릴 것이다."라는 말을 하기도 했다.

## 채널 목록
- 鳳凰衛視中文台(Phoenix Chinese Channel) : 명칭 : 봉황중국채널 - 시사, 교양 중심의 종합 채널로, 이외에 드라마 및 예능 프로그램을 방송하기도 한다. 뉴스 편성 시 資訊台와 동시에 방송하기도 한다. 1996년 3월 31일 개국.
- 鳳凰衛視電影台(Phoenix Movies Channel) : 명칭 : 봉황영화채널 - 영화 채널. 1998년 8월 28일 개국.
- 鳳凰衛視資訊台(Phoenix InfoNews Channel) : 명칭 : 봉황정보뉴스채널 - 뉴스 채널. 2001년 1월 1일 개국.
- 鳳凰衛視美洲台(Phoenix North America Chinese Channel) : 미주 지역 중국계 대상 채널. 2001년 1월 1일 개국.
- 鳳凰衛視歐洲台(Phoenix Chinese News and Entertainment Channel) : 유럽 지역 중국계 대상 채널. 1999년 8월 개국.
- 鳳凰衛視澳洲版(Phoenix Chinese Channel Australia Edition) : 호주 및 뉴질랜드 지역 중국계 대상 채널. 1999년 8월 개국.
- 鳳凰衛視日本版(Phoenix Chinese Channel Japan Edition) : 2009년 9월 개국. [출처 필요]
- 鳳凰衛視香港台(Phoenix Hong Kong Channel) : 광둥어 채널. 2011년 3월 28일 개국. 中文台의 일부 프로그램을 광둥어로 녹음하여 방송하기도 한다.
- 鳳凰衛視韓國版(Phoenix Chinese Channel Korea Edition) : 2014년 9월 개국. [출처 필요]

## 주요 프로그램
- 봉황조반차 (凤凰早班车, Good Morning China) : 아침 정보 프로그램. 中文台,资讯台 등에서 7:00-8:00, 재방송으로 中文台에서 8:00-8:55에 방송한다.
- 시사직통차 (时事直通车, Phoenix Evening Express) : 메인 뉴스 프로그램. 中文台,資訊台 등에서 21:00-22:00에 방송한다.
- 오락대풍폭 (娱乐大风暴, Entertainment Whirlwind) : 中文台에서 방송되며, 중화권 연예 소식을 다룬다. 2005년에 방송을 시작하여 2014년 12월 31일에 종영하였다.
- 전매체대개강 (全媒體大開講, Omni Talk) : 娱乐大风暴, 全媒體全時空, 時事開講의 세 프로그램을 계승한 보도 프로그램으로, 2015년 1월에 첫 방송되었다.

## 참고 문헌
- “홍콩 ‘봉황TV’와 중공과의 흑막<WP>”. 희망의 소리 (SOH). 2005년 10월 12일.